# Дичев, Димо
Димо Дичев Новаков (Колев) (25 ноября 1902, Друган — 13 июля 1982, София) — болгарский политический и государственный деятель, член БКП, участник движения сопротивления во время Второй Мировой войны, партизан,  первый Председатель КГБ Болгарии (1944—1949), председатель Комитета государственного и народного контроля (1949—1957). Член ЦК БКП (1945—1982). Герой Народной Республики Болгария (1972). Герой Социалистического Труда (НРБ) (1964). Почётный гражданин городов Враца, Мездра, Стара-Загора.

## Биография
С начала 1920-х годов участвовал в подпольной коммунистической деятельности. Подвергался гонениям властей. Эмигрировал в СССР. Был участником гражданской войне в Испании и партизанского движения в Болгарии. Был политическим комиссаром 12-й Врацкой повстанческой оперативной зоны (1944).
После переворота 9 сентября 1944 года возглавил отдел в Управлении народной милиции Болгарии. В последующие годы занимался созданием и возглавлял КГБ коммунистического режима. В 1945 году был включен в состав ЦК БКП, где оставался до самой смерти.
Работал в аппарате ЦК БКП заведующим по кадрам, а с 1957 г. был зав. отделом «Внешней политики и международных отношений». В 1959—1962 годах возглавлял вновь созданный Комитет борцов против фашизма и капитализма. С 1967 года и до своей смерти возглавлял Союз борцов против фашизма и капитализма, одновременно занимая должность вице-президента, базирующейся в Вене Международной федерации борцов сопротивления.
С 1949 года и до своей смерти он также избирался в Народное собрание Болгарии.
Автор мемуаров «Жизнь ради революции. Воспоминания», София, 1986.